# Xysticus wunderlichi
Xysticus wunderlichi là một loài nhện trong họ Thomisidae.
Loài này thuộc chi Xysticus. Xysticus wunderlichi được miêu tả năm 2001 bởi Dmitri Viktorovich Logunov, Yuri M. Marusik & Trilikauskas.